# دمليج (المنوفية)
دمليج إحدى قرى مركز منوف التابع لمحافظة المنوفية بجمهورية مصر العربية.

## التاريخ
قرية دمليج من القرى القديمة، حيث وردت باسم «دملّيج» في أعمال جزيرة بني نصر ضمن قرى الروك الصلاحي التي أحصاها ابن مماتي في كتاب قوانين الدواوين، كما وردت باسم «دماليج» في أعمال جزيرة بني نصر ضمن قرى الروك الناصري التي أحصاها ابن الجيعان في كتاب «التحفة السنية بأسماء البلاد المصرية». وفي العصر العثماني وردت باسم «دمليج» في التربيع العثماني الذي أجراه الوالي العثماني سليمان باشا الخادم في عصر السلطان العثماني سليمان القانوني ضمن قرى ولاية جزيرة بني نصر، وفي تاريخ 1228هـ/1813م الذي عدّ قرى مصر بعد المسح الذي قام به محمد علي باشا باسم «دمليج» ضمن قرى مديرية المنوفية.
بالقرب من القرية عثر في كوم الكلبة على بقايا قطع فخارية وأوان صغيرة وبقايا تماثيل فخارية بطلمية، وكذلك كتل جرانيتية وجيرية وأعمدة صغيرة بتيجان من العصر القبطي.

## السكان
بلغ عدد سكان دمليج 11,263 نسمة، حسب الإحصاء الرسمي لعام 2006.